# 上田市立城下小学校
上田市立城下小学校（うえだしりつ しろしたしょうがっこう）は、長野県上田市にある公立小学校。
旧・上田市地区の最初の編入合併相手小県郡城下村の御所・諏訪形・小牧地区を学区としているが編入が戦前であったため1市1尋常高等小学校時代に部校だった歴史を持つ。

## 概要・歴史
上田市立城下小学校は「中之条学校」が1889年4月1日の市町村制施行により小県郡城下村と川辺村が成立した際に分立し城下村分を学区とする村立城下尋常小学校として開校しているがそのルーツは1872年の学制頒布の翌年に開校した「亮功学校」である。同校は小県郡中之条村・御所村・諏訪形村・小牧村を学区として開校したが2年後諏訪形村と小牧村が独立して「諏訪形学校」を開校させる。（※「諏訪形学校」は1878年に智仁学校、1882年には「若宮学校」と改称している。）1886年に「亮功学校」・「若宮学校」、小県郡下之条村・築地村・上田原村・神畑村を学区とする「弘教学校」が合併し「中之条学校」が成立（※築地村は「小泉学校」へ学区変更）。本校を旧亮功学校に置き旧若宮学校には諏訪形分教場が、旧弘教学校には上田原分教場が設置された。
市町村制の施行により「中之条学校」は村立城下尋常小学校・村立川辺尋常小学校（現：上田市立川辺小学校）に分割・再編されたが村立城下尋常小学校は旧中之条学校諏訪形分教場を本校と定め旧中之条学校本校は中之条分教場となる。1890年に現在の三好町1丁目付近に校舎を建設し所在地を統一。（これにより旧本校・中之条分教場廃止。）1895年に高等科分置に伴い村立城下尋常高等小学校と改称。1921年に城下村が上田市に編入合併され上田市立城下尋常高等小学校と改称するが1922年上田市の3尋常高等小学校の合併で上田市立尋常高等小学校が発足すると尋常科のみ収容の城下校となってしまう。
城下校となった翌年に現在地に校舎を移転。1941年に上田市立城下尋常小学校として再独立したがすぐ上田市立国民学校と改称。戦後分値（上田市立尋常高等小学校本校・高等科→上田市立中央尋常高等小学校→上田市立中央国民学校より）により高等科が復活するが1年で廃止。1947年学制改革により上田市立城下小学校と改称し現在に至っている。
現在地に移転した当時は一面田圃で児童数もさほど多くなかったが戦後市街地が旧城下村地域にも拡大し児童数が増大。結果1980年以降になると過密化が問題となっていた。そこで中之条地区が1984年開校の上田市立南小学校の学区となり分離。過密が解消される事となった。2004年には2年計画で進められていた校舎改築工事が完成し近代的な学校に生まれ変わった。
同校は移転当時からコスモスの花が咲き乱れる地域として知られている。校章はそれにちなみコスモスをベースにしている。

## 略年表
- 1873年 - 「亮功学校」開校。小県郡中之条・御所・諏訪形・小牧の4村を学区とした。
- 1875年 - 小県郡諏訪形・小牧の2村が独立し「諏訪形学校」開校。
- 1878年 - 「諏訪形学校」、「智仁学校」と改称。
- 1882年 - 「智仁学校」、「若宮学校」と改称。
- 1886年 - 3年後に小県郡城下村・川辺村となる村々を学区とする3小学校の合併で「中之条学校」成立。本校を旧亮功学校に設置した。
- 1889年 - 「中之条学校」が2村の成立により解体。旧亮功・若宮学校を学区とする村立城下尋常小学校成立。本校を旧若宮学校校舎に設置した。
- 1890年 - 現在の三好町1丁目に校舎を建設し所在地統一（これにより上記2校舎廃止）。
- 1895年 - 小県郡立高等小学校の廃止による高等科分値により村立城下尋常高等小学校と改称。
- 1921年 - 小県郡城下村が上田市へ編入合併される。これにより上田市立城下尋常高等小学校と改称。
- 1922年 - 上田市の3尋常高等小学校が合併し上田市立尋常高等小学校発足。これにより尋常科のみ収容の城下校となる。
- 1923年 - 堂村地籍（現在地）に校舎を建設し移転。
- 1941年 - 上田市立城下尋常小学校として再独立するがすぐ上田市立城下国民学校と改称。
- 1946年 - 分値により高等科の収容が再開されるが1年で廃止。
- 1947年 - 学制改革の第1弾6・3制の実施により上田市立城下小学校と改称。
- 1957年 - 御所原峠地籍の児童養護施設原峠保養園に分室が設置される。
- 1984年 - 中之条地区が上田市立南小学校の学区となり分離。
- 2004年 - 2年計画で進められていた校舎改築工事が完成。

## 学校所在地
- 〒386-0032　長野県上田市諏訪形928番地2

## 補足事項
現在の上田市立城下保育園の園舎がある所に移転から戦後まもなく間で校舎の一部が置かれていた。使われなくなると最初城下公民館として使用されのちに上田市立城下保育園の初代園舎に当てられた。